# 影山日出夫
影山 日出夫（かげやま ひでお、1953年9月17日 - 2010年8月12日）は、日本のジャーナリスト。
日本放送協会（以下、NHK）政治部副部長、NHK解説委員、同副委員長などを歴任した。

## 経歴
京都府京都市出身で、京都教育大学附属京都小学校、同中学校、京都教育大学教育学部附属高等学校を経て、早稲田大学政治経済学部で内田満に学ぶ。
大学卒業後の1976年（昭和51年）にNHKへ入局して福岡放送局を経て、1982年に政治部記者となり内閣総理大臣官邸と自由民主党をそれぞれ担当した。
政治部副部長、『おはよう日本』編集責任者を務めたのち、2000年に解説委員となった。解説委員室では政治を担当し、『あすを読む』で解説、『日曜討論』の司会、2008年から解説副委員長などを務めた。
2010年（平成22年）8月11日に、東京都渋谷区神南のNHK放送センター内のトイレ個室で首吊り自殺を図り、8月12日午後に搬送先の病院で56歳で死去した。

## 主な出演番組
- クローズアップ現代 (NHK)
  - こうして法案は否決された〜政治改革・与野党の攻防〜（1994年1月24日）
  - 何が勝敗を分けたのか〜村山政権 VS 旧連立〜（1994年9月12日）
  - 住専凍結?予算修正はこうして決まった（1996年4月15日）
- あすを読む (NHK)
  - 浮揚なるか森新政権（2000年7月4日）
  - 森色は発信されたか（2000年7月28日）
  - 民主党・若さの正負（2000年8月21日）
  - 再考 政治とカネ（2000年9月7日）
  - 急浮上の参院選改革（2000年9月18日）
  - 論戦不在の対決国会（2000年10月10日）
  - 混迷深める対決国会（2000年10月18日）
  - 森政権の行方と世論（2000年11月13日）
  - 政局第二幕の展開（2000年11月21日）
  - 始動する霞が関改革（2000年12月19日）
  - 問われる1票の格差（2000年12月25日）
  - 政界再々編の可能性（2001年1月9日）
  - 機密費流用の暗部（2001年1月25日）
  - 首相批判再燃と政局（2001年2月16日）
  - 後継首相選びの構図（2001年3月26日）
  - 教科書と歴史認識（2001年4月3日）
  - 総裁選挙と政策路線（2001年4月18日）
  - 小泉内閣の実行力（2001年5月7日）
  - 政界新地図の予兆（2001年5月22日）
  - 特殊法人と構造改革（2001年6月22日）
  - 小泉政治の中間決算（2001年6月29日）
  - 首相公選制の論点（2001年7月13日）
  - 小泉改革と選挙構図（2001年7月18日）
- スタジオパークからこんにちは (NHK)
  - 勲章は身近になるか（2000年10月25日）
- 日曜討論 (NHK)
  - 教育改革をどうする（2000年12月17日）
  - 小泉改革を問う（2001年5月20日）
  - 再生なるか日本経済“骨太の方針”を問う（2001年6月24日）
- 憲法記念日特集 (NHK)
  - 教育・迫られる改革（2001年5月3日）
- 参院選特集 (NHK)
  - 「政党討論」（2001年7月22日）
- 特集・あすを読む（NHK、不定期）
- 選挙開票速報（NHK、2007年）

## 番組制作
- おはよう日本 - 編集責任者